# Ceratocryptus maesac
Ceratocryptus maesac là một loài tò vò trong họ Ichneumonidae.